# Trimma bisella
Trimma bisella es una especie de peces de la familia de los Gobiidae en el orden de los Perciformes.

## Morfología
Los machos pueden llegar a alcanzar los  cm de longitud total

## Hábitat
Es un pez de Mar y de clima tropical que vive hasta los 31-33 m de profundidad.

## Distribución geográfica
Se encuentra en Mauricio.

## Observaciones
Es inofensivo para los humanos.